# 돔 브레이
톰 브레이(Thom Bray, 1954년 4월 30일 ~ )는 미국의 배우, 각본가, 대학 교수, 텔레비전 배우, 성우이다.

## 출연 작품

### 영화
- 로즈마리 킬러 (1981)
- 프린스 오브 다크니스 (1987)
- 위기일발 밤도둑 (1987, Burglar)
- 레이디 스카페이스 (1988, Lady Mobster)
- 딥 식스 (1989)
- 하우스 3 (1989, House III)
- 차일드 인 더 나잇 (1990, Child in the Night)

### 텔레비전
- 립타이드 (1984-86, Riptide)
- 토마토 대소동 - TV 시리즈 (1990-01, Attack of the Killer Tomatoes)
- Fired Up (1997)